# Zastava M85 (автомат)
Zastava M85 — югославский автомат и сербский автомат. Вариант автомата Zastava M80 с укороченным стволом.

## Конструкция
Автоматика работает по принципу отвода части пороховых газов с длинным ходом поршня. Запирание канала ствола производится поворотом затвора с двумя боевыми упорами. Ствол с 6 нарезами. На дульном срезе установлен пламегаситель по типу АКС74У. Ствольная коробка — штампованная, из стального листа 1.5 мм. Крышка ствольной коробки откидная, на шарнире. Предохранитель-переводчик расположен на правой стороне ствольной коробки. Режимы огня — непрерывный или с отсечкой по одному выстрелу. Прицельные приспособления состоят из мушки и поворотного целика по типу АКС74У, с отметками «2» (200м) и «4» (400м), могли оснащаться тритиевыми элементами для стрельбы в тёмное время суток. 

## Варианты
Производились варианты с нескладным деревянным прикладом, складным на левую сторону или складным вниз под цевьё.
Для рынка гражданского оружия предлагается полуавтоматический вариант.